# People Mover di Venezia
A velencei People Mover a Tronchetto és a Piazzale Roma között közlekedik. A viszonylatot az Azienda Servizi Mobilità S.p.A. üzemelteti.
A People Mover egy kötöttpályás, gumikerekű, vezetőnélküli tömegközlekedési eszköz. Velencében 2010. április 19-én állították üzembe. Az alkalmazott két kocsit kábelek mozgatják, akár a Budavári siklót. A teljes útvonal 853 m, amit a járművek kb. három perc alatt tesznek meg gyalog ugyanez kb. 20 perc lenne).
A járművek az üzemidejük alatt kb. hétpercenként indulnak mindkét végállomásról.

## Technológia
A járművek két párhuzamos acélplatformon gurulnak, gumikerekeken. Az acélplatformok távolsága 1220 mm. A platformok belső oldalán vezetőkerekek futnak, melyek segítik a járműveket a kanyarodásban. A jármű felépítése és a gumikerekek a lehető legzajtalanabb mozgást okozzák. A járművek mozgatását a platformok között vezetett acélsodronyok biztosítják.
A pálya legnagyobb emelkedése 6,2%, amely a Tronchetto-hídra felvezető 180 m-es szakaszon található.
A járműveken nincs járművezető, de nem automatikusan mozognak, hanem egy központból irányítják őket, a tronchettói végállomásról.
A kocsik 200 személyesek. Lehetőség van hat kerekesszék szállítására is, ekkor az utasszám legfeljebb 168 lehet. Maximális terheléssel óránként 3200 utast tud szállítani egy irányban.
A teljes kivitelezés összköltsége 22,7 millió euró volt.

## Az állomások
Az állomások automatikus hangrendszerrel és biztonsági eszközökkel vannak felszerelve. Minden állomáson a két ellentétes irányú forgalom teljesen szét van választva. Mindegyik megállóban az utasok kiszolgálására mozgólépcsőket és lifteket helyeztek el.
Az állomásépületek acélvázasak, melyeket üvegtető fed, a padlózat pedig fából készült. Tervezőjük Francesco Coco.
Tronchetto: Ez az egész építmény központja, itt található a vezérlő, és a járművek mozgatásához szükséges motorok. A későbbiekben tervezik a mestrei villamos kiterjesztését eddig az állomásig.
Marittima: A középső állomás biztosítja a kapcsolatot a vasúttal, valamint a nemzetközi kikötővel.
Piazzale Roma: A sikló belső végállomása. Itt található a sodrony feszítése. Az állomástól könnyen elérhető a helyi buszállomás, valamint a vízibuszkikötők, de gyalogszerrel is megközelíthető városközpont.

## Galéria

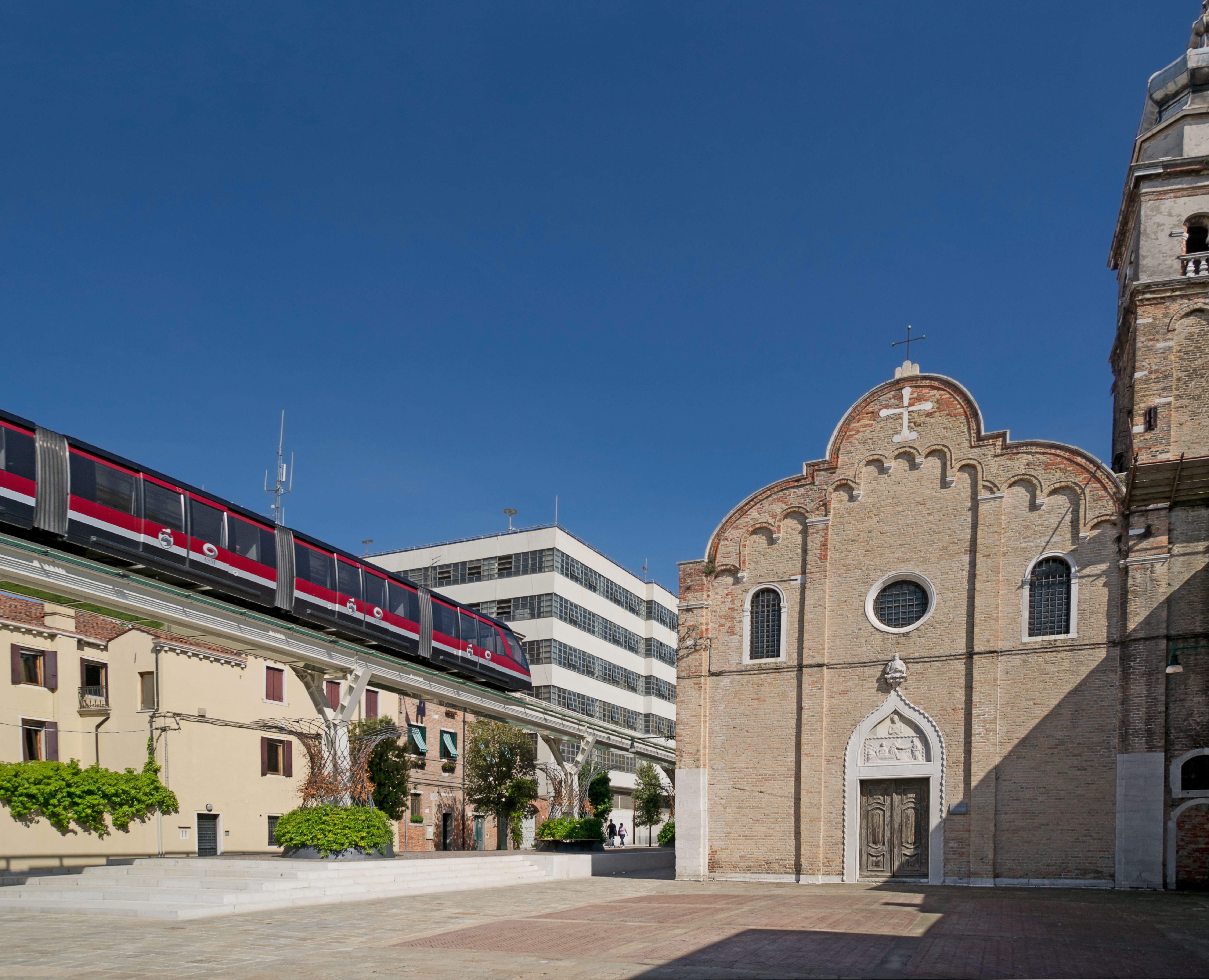
A People Mover a Chiesa di Sant'Andrea Apostolo mellett
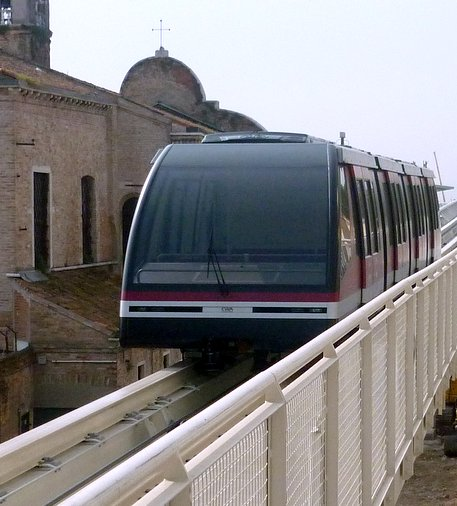
A People Mover egyik kocsija
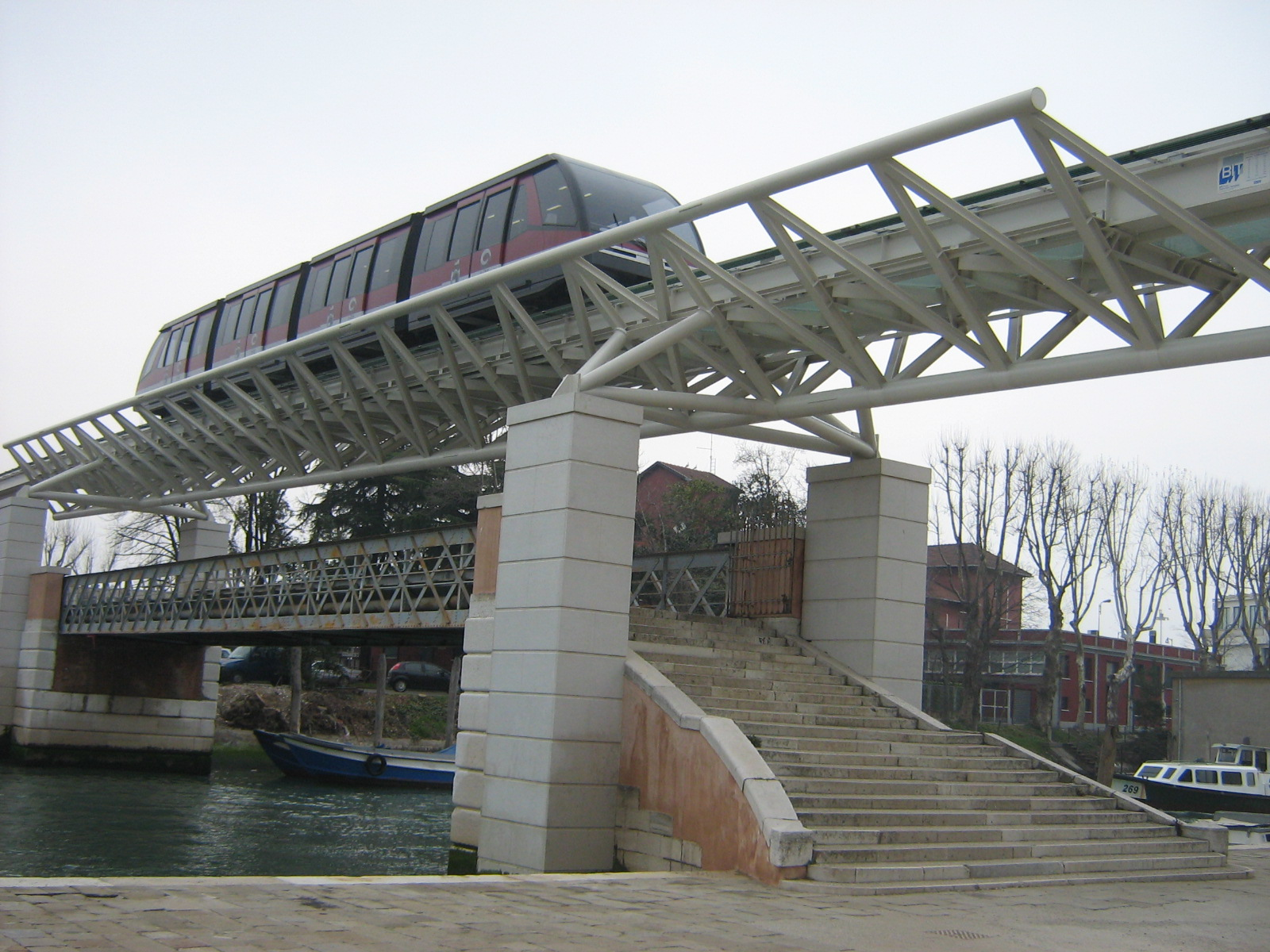
A jármű mozgás közben
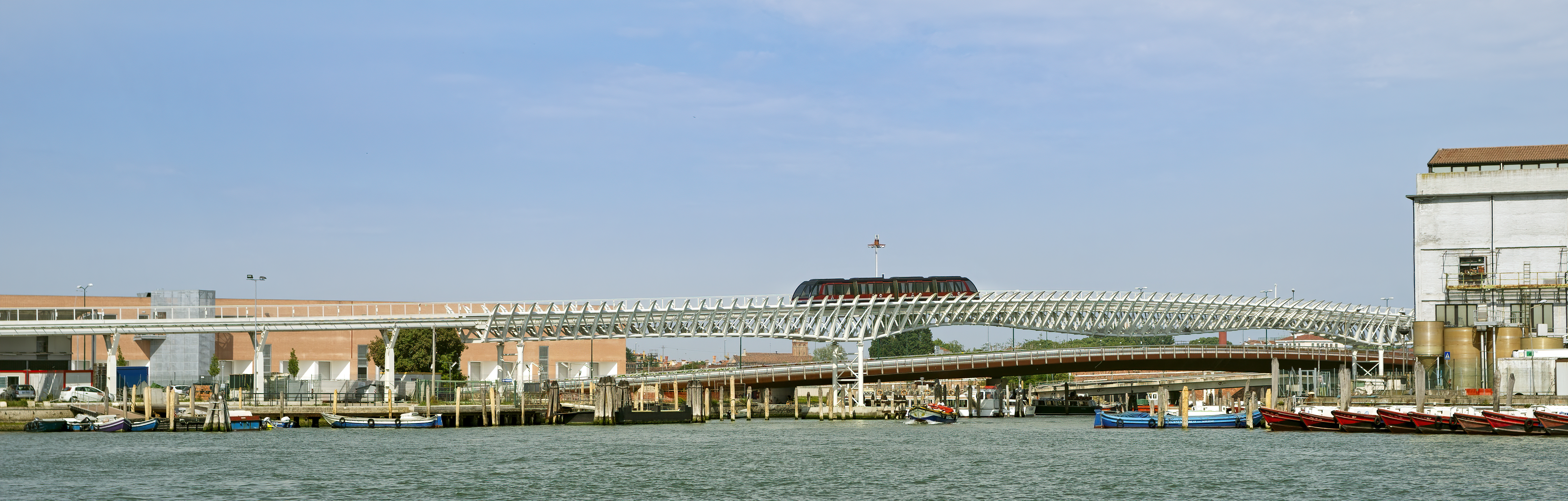
A Velencei-lagúna vize fölött átívelő hídon
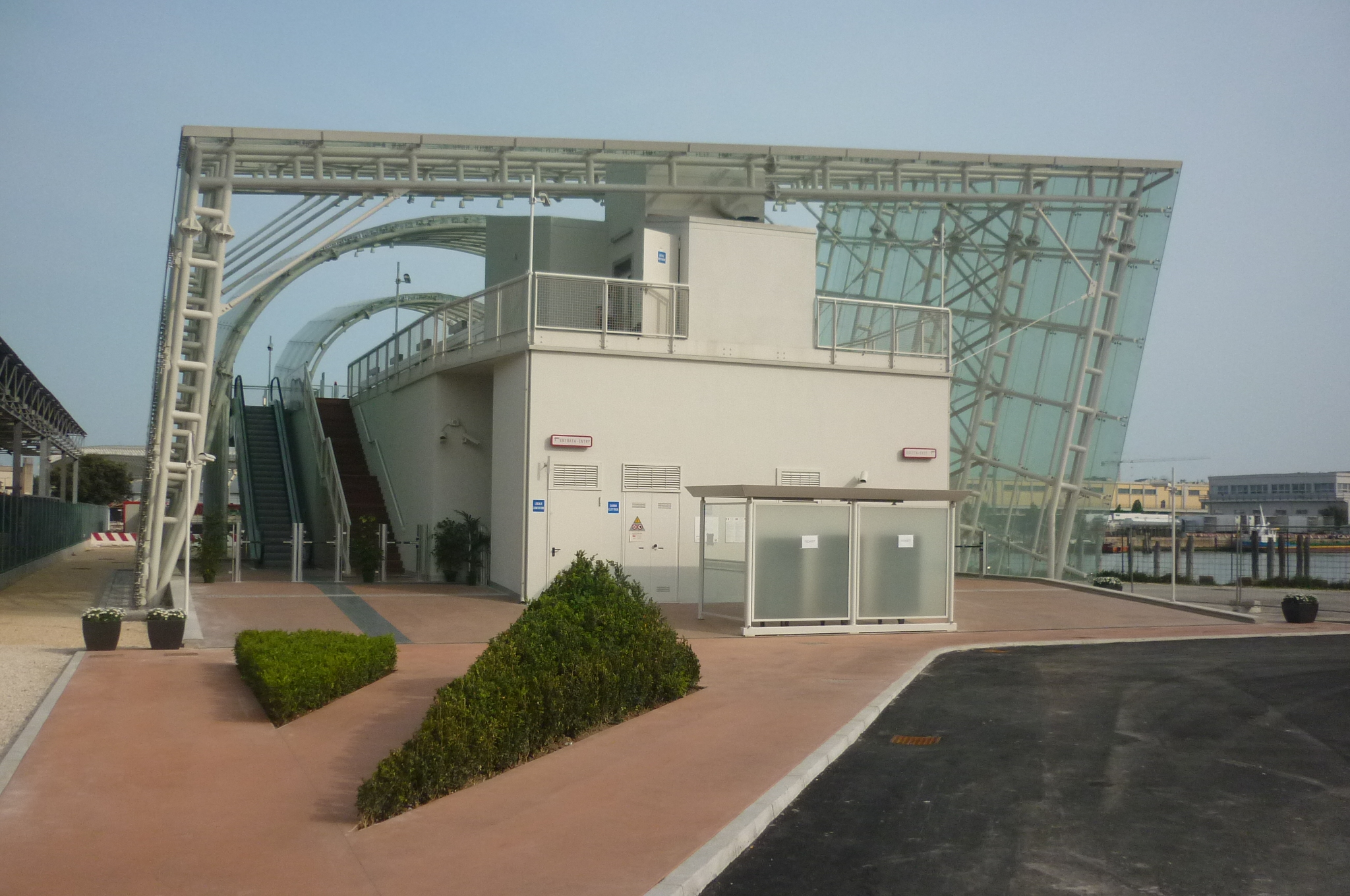
A tronchettói végállomás
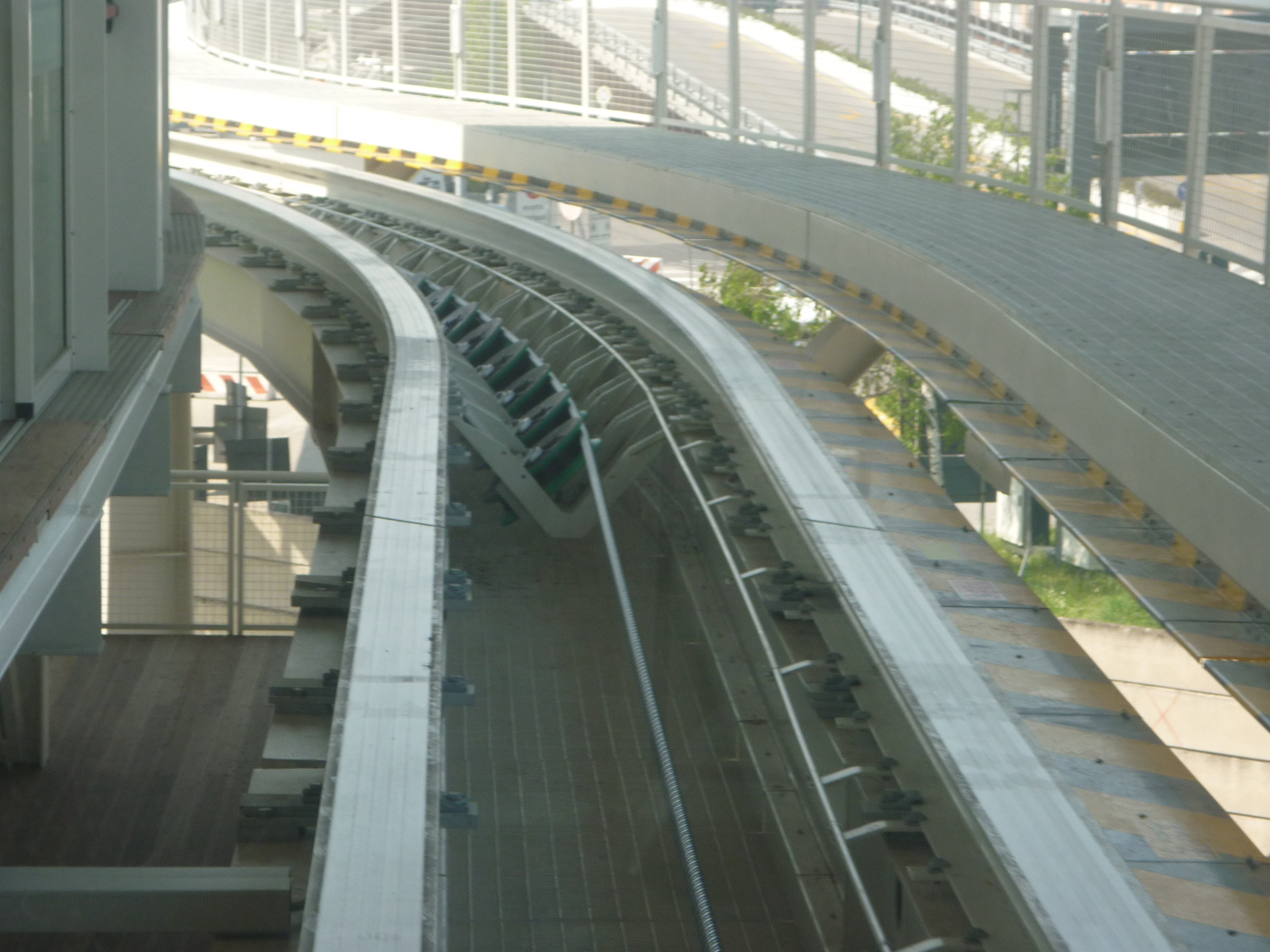
A People Mover pályája
A jármű működésének sémája: szürke – gumikerekek, vörös – vezetőkerekek, zöld – acélplatform, kék – járműszerkezet